# Hayley McFarland
Hayley McFarland (Edmond (Oklahoma), 29 maart 1991) is een Amerikaanse actrice.
McFarland is het meest bekend van haar rol als Emily Lightman in de televisieserie Lie to Me waar zij in 40 afleveringen speelde (2009-2011).

## Filmografie

### Films
Uitgezonderd korte films.
- 2022 The Nameless - als Susie Kelly
- 2022 Out of Exile - als Dawn Russell
- 2021 Agnes - als Agnes
- 2013 The Conjuring – als Nancy
- 2008 Winged Creatures – als Lori Carline
- 2007 An American Crime – als Jennie Likens
- 2006 Ring Around the Rosie – als jonge Karen

### Televisieseries
Uitgezonderd eenmalige gastrollen.
- 2025 1923 - als Mary - 2 afl.
- 2013 - 2014 Sons of Anarchy - als Brooke - 11 afl.
- 2009 – 2011 Lie to Me – als Emily Lightman – 40 afl.
- 2009 United States of Tara – als Petula – 3 afl.
- 2006 Gilmore Girls – als Marcia – 2 afl.

- Gemeinsame Normdatei: 1078796610
- International Standard Name Identifier: 0000 0004 3072 1300
- Library of Congress Control Number: no2014046824
- Nationale Bibliotheek van Israël: 987007406126305171
- Virtual International Authority File: 308181312
- WorldCat: E39PBJrCgVvwDvFpjkhyxfbPQq